# 팻 마스텔로토
팻 마스텔로토(영어: Pat Mastelotto, 1955년 9월 10일 ~ )는 미국의 록 드러머이자 음악 프로듀서이다. 그는 킹 크림슨, 스틱 멘, 미스터 미스터, O.R.k.의 일원으로 활동했으며, XTC, 포인터 시스터스, 렘브란츠 등과 함께 세션 드러머로도 일했다(렘브란츠와 함께한 곡으로는 드라마 《프렌즈》의 주제가〈I'll Be There for You〉가 특히 잘 알려져 있다). 이외에도 그는 마스티카, 튜너, TU, 더 마스텔로토스 등 다양한 프로젝트를 주도하거나 공동으로 이끌었다.
킹 크림슨에서는 1994년부터 1997년까지 "더블 트리오" 라인업의 일원으로 활동했으며, 빌 브루퍼드와 함께 더블 드럼 키트 구성을 이루어 연주했다. 1997년 브루퍼드가 탈퇴한 이후에도 마스텔로토는 밴드에 남아 가장 오랫동안 활동한 드러머가 되었으며, 이후 개빈 해리슨, 빌 리플린, 제러미 스테이시 등과 함께 단독 또는 다양한 편성으로 연주를 이어갔다.
마스텔로토는 자신이 "트랩스 앤 버튼스"라고 부르는, 어쿠스틱 드럼과 전자 드럼을 혼합한 연주 기법의 개척자이자 지속적인 개발자이다. 이 접근법은 록, 팝, 일렉트로닉 댄스 뮤직 스타일의 기법과 방식을 통합하고 있다. 그는 드러머일 뿐만 아니라 프로듀서, 엔지니어, 믹서로도 활동하며, 디지털 오디오 워크스테이션을 활용한 작업을 광범위하게 수행하고 있다.

## 경력

### 킹 크림슨
마스텔로토는 1994년부터 킹 크림슨의 일원으로 활동했으며, 그 결과 밴드 역사상 가장 오랫동안 활동한 드러머가 되었다. 그는 1990년대 중반 "더블 트리오" 라인업을 위해 영입된 두 명의 드러머 중 첫 번째였으며, 두 번째 드러머는 킹 크림슨의 오랜 전임 드러머였던 빌 브루퍼드였다. 마스텔로토와 브루퍼드는 더블 트리오 체제에서 각각 다른 스타일과 파트를 연주하며 때로는 상호 연결되고, 때로는 독립적으로 작동하는 방식으로 병행 연주를 펼쳤다. 1997년 브루퍼드가 탈퇴한 이후, 마스텔로토는 밴드의 유일한 드러머가 되었으며, 주로 전자 롤랜드 V-드럼 세트를 사용하고, 인텔리전트 댄스 뮤직과 드럼 앤 베이스에 대한 관심을 바탕으로 동시/트리거 방식의 전자 드럼 루프와 음향을 도입했다. 2008년 킹 크림슨 라인업에서는 다시 더블 드러머 체제로 복귀하여, 마스텔로토가 개빈 해리슨과 함께 연주하게 되었다.